# Scottish League One 2017/18
Die Scottish League One wurde 2017/18 zum fünften Mal als dritthöchste Fußball-Spielklasse der Herren in Schottland ausgetragen. Die Liga wurde offiziell als Ladbrokes Scottish League One ausgetragen. Die Liga ist nach der Premiership und Championship eine der vier Ligen in der 2013 gegründeten Scottish Professional Football League. Gefolgt wird die League One von der League Two. Die Saison wird von der Scottish Professional Football League geleitet und begann am 5. August 2017. Die Spielzeit endete mit dem 36. Spieltag am 21. April 2018.
In der Saison 2017/18 traten zehn Klubs in insgesamt 36 Spieltagen gegeneinander an. Jedes Team spielte jeweils zweimal zu Hause und auswärts gegen jedes andere Team. Als Aufsteiger aus der letztjährigen League Two nahmen der FC Arbroath sowie Forfar Athletic  an der League One teil. Als Absteiger aus der vorherigen Championship kamen die Raith Rovers und Ayr United.

## Vereine

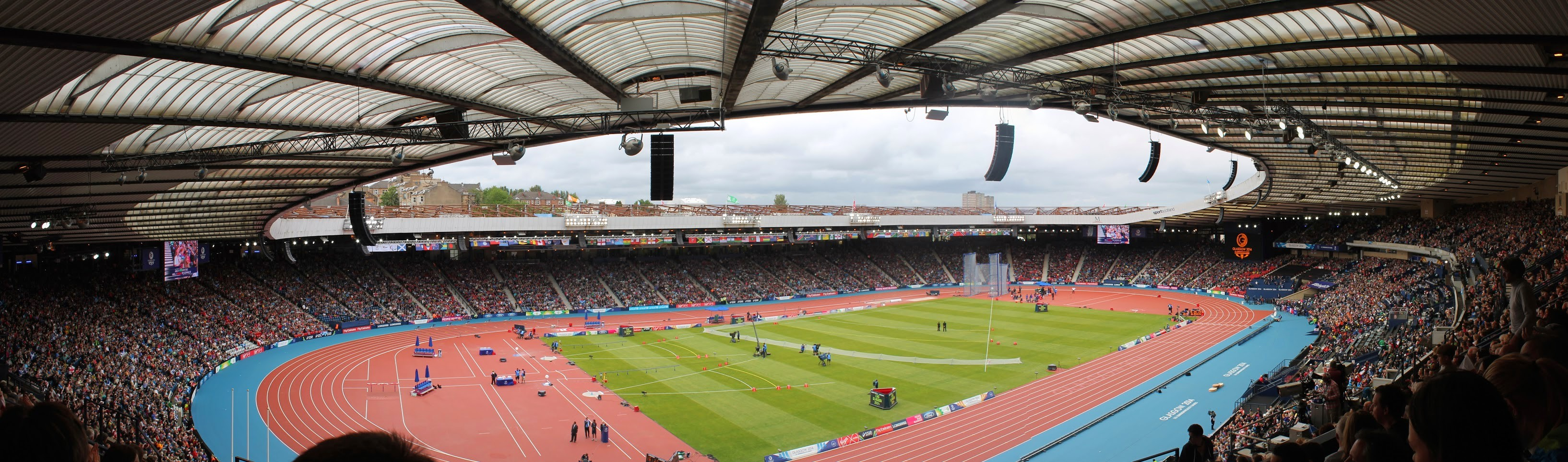
Hampden Park

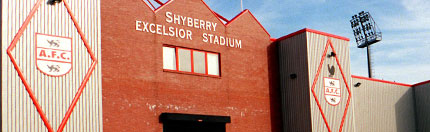
Excelsior Stadium

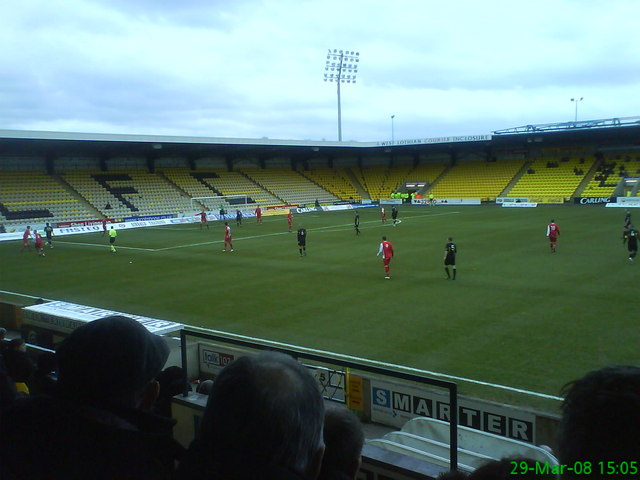
Almondvale Stadium

| Verein           | Stadt      | Stadion             | Kapazität |
| ---------------- | ---------- | ------------------- | --------- |
| Airdrieonians FC | Airdrie    | Excelsior Stadium   | 10.171    |
| Albion Rovers    | Coatbridge | Cliftonhill Stadium | 01.238    |
| Alloa Athletic   | Alloa      | Recreation Park     | 03.100    |
| FC Arbroath      | Arbroath   | Gayfield Park       | 04.153    |
| Ayr United       | Ayr        | Somerset Park       | 10.185    |
| FC East Fife     | Methil     | Bayview Stadium     | 01.980    |
| Forfar Athletic  | Forfar     | Station Park        | 06.777    |
| FC Queen’s Park  | Glasgow    | Hampden Park        | 52.500    |
| Raith Rovers     | Kirkcaldy  | Stark’s Park        | 10.104    |
| FC Stranraer     | Stranraer  | Stair Park          | 06.250    |

## Statistiken

### Abschlusstabelle
| Pl. | Verein              | Sp. | S  | U  | N  | Tore    | Diff. | Punkte |
| --- | ------------------- | --- | -- | -- | -- | ------- | ----- | ------ |
| 1.  | Ayr United (A)      | 36  | 24 | 4  | 8  | 092:420 | +50   | 76     |
| 2.  | Raith Rovers (A)    | 36  | 22 | 9  | 5  | 068:320 | +36   | 75     |
| 3.  | Alloa Athletic      | 36  | 17 | 9  | 10 | 056:430 | +13   | 60     |
| 4.  | FC Arbroath (N)     | 36  | 17 | 8  | 11 | 070:510 | +19   | 59     |
| 5.  | FC Stranraer        | 36  | 16 | 5  | 15 | 058:660 | −8    | 53     |
| 6.  | FC East Fife        | 36  | 13 | 3  | 20 | 049:670 | −18   | 42     |
| 7.  | Airdrieonians FC    | 36  | 10 | 11 | 15 | 046:600 | −14   | 41     |
| 8.  | Forfar Athletic (N) | 36  | 11 | 5  | 20 | 040:650 | −25   | 38     |
| 9.  | FC Queen’s Park     | 36  | 7  | 10 | 19 | 042:720 | −30   | 31     |
| 10. | Albion Rovers       | 36  | 8  | 6  | 22 | 057:800 | −23   | 30     |

Platzierungskriterien: 1. Punkte – 2. Tordifferenz – 3. geschossene Tore – 4. Direkter Vergleich (Punkte, Tordifferenz, geschossene Tore)
| Zum Saisonende 2017/18: |                                                 |
| Aufsteiger in die Scottish Championship 2018/19 Teilnahme an den Aufstieg-Play-offs Teilnahme an der Abstiegs-Relegation Absteiger in die Scottish League Two 2018/19 |                                                 |
| |                                                 |
| Zum Saisonende 2016/17: |                                                 |
| (A) | Absteiger aus der Scottish Championship 2016/17 |
| (N) | Aufsteiger aus der Scottish League Two 2016/17  |

## Relegation
Teilnehmer an den Relegationsspielen waren der Neuntplatzierte aus der diesjährigen League One, der FC Queen’s Park, sowie drei Mannschaften aus der League Two, FC Peterhead, Stirling Albion und FC Stenhousemuir. Die Sieger der ersten Runde spielten in der letzten Runde um einen Platz für die folgende Scottish-League-One-Saison 2018/19.
Erste Runde
Die Spiele wurden am 1./2. und 5. Mai 2018 ausgetragen.
|                  | Gesamt |                 | Hinspiel | Rückspiel |
| ---------------- | ------ | --------------- | -------- | --------- |
| FC Stenhousemuir | 3:2    | FC Queen’s Park | 1:1      | 2:1       |
| Stirling Albion  | 0:4    | FC Peterhead    | 0:1      | 0:3       |

Zweite Runde
Die Spiele wurden am 9. und 12. Mai 2018 ausgetragen.
|                  | Gesamt |              | Hinspiel | Rückspiel |
| ---------------- | ------ | ------------ | -------- | --------- |
| FC Stenhousemuir | 2:1    | FC Peterhead | 2:0      | 0:1       |